# Гленко (Флорида)
Гленко (англ. Glencoe) — статистически обособленная местность, расположенная в округе Волуша (штат Флорида, США) с населением в 2485 человек по статистическим данным переписи 2000 года.

## География
По данным Бюро переписи населения США статистически обособленная местность Гленко имеет общую площадь в 19,68 квадратных километров, водных ресурсов в черте населённого пункта не имеется.
Статистически обособленная местность Гленко расположена на высоте 6 м над уровнем моря.

## Демография
По данным переписи населения 2000 года в Гленко проживало 2485 человек, 740 семей, насчитывалось 975 домашних хозяйств и 1033 жилых дома. Средняя плотность населения составляла около 126,27 человек на один квадратный километр. Расовый состав населённого пункта распределился следующим образом: 97,99 % белых, 1,09 % — чёрных или афроамериканцев, 0,16 % — коренных американцев, 0,12 % — азиатов, 0,04 % — выходцев с тихоокеанских островов, 0,60 % — представителей смешанных рас, Испаноговорящие составили 0,97 % от всех жителей статистически обособленной местности.
Из 975 домашних хозяйств в 31,3 % воспитывали детей в возрасте до 18 лет, 61,5 % представляли собой совместно проживающие супружеские пары, в 10,2 % семей женщины проживали без мужей, 24,1 % не имели семей. 18,9 % от общего числа семей на момент переписи жили самостоятельно, при этом 8,8 % составили одинокие пожилые люди в возрасте 65 лет и старше. Средний размер домашнего хозяйства составил 2,54 человек, а средний размер семьи — 2,86 человек.
Население статистически обособленной местности по возрастному диапазону по данным переписи 2000 года распределилось следующим образом: 23,0 % — жители младше 18 лет, 6,3 % — между 18 и 24 годами, 26,9 % — от 25 до 44 лет, 27,2 % — от 45 до 64 лет и 16,7 % — в возрасте 65 лет и старше. Средний возраст жителей составил 42 года. На каждые 100 женщин в Гленсо приходилось 99,9 мужчин, при этом на каждые сто женщин 18 лет и старше приходилось 95,4 мужчин также старше 18 лет.
Средний доход на одно домашнее хозяйство статистически обособленной местности составил 36 915 долларов США, а средний доход на одну семью — 45 958 долларов. При этом мужчины имели средний доход в 36 383 доллара США в год против 23 793 доллара среднегодового дохода у женщин. Доход на душу населения статистически обособленной местности составил 36 915 долларов в год. 4,6 % от всего числа семей в населённом пункте и 5,6 % от всей численности населения находилось на момент переписи населения за чертой бедности, при этом 2,5 % из них были моложе 18 лет и 4,3 % — в возрасте 65 лет и старше.